# Badjaling
Badjaling is een plaats in de regio Wheatbelt in West-Australië. Het ligt 178 kilometer ten oosten van Perth, 51 kilometer ten noorden van Corrigin en 10 kilometer ten oosten van Quairading.

## Geschiedenis
Ten tijde van de Europese kolonisatie vormde de streek het grensgebied tussen de Balardong en Njakinjaki dialectgroepen van de Nyungah Aborigines. De Balardong werden door de aan de kust levende stammen de "heuvelmensen" genoemd, de Njakinjaki door de zuidelijker levende - zich in dierenhuiden kledende - stammen de "onverstaanbare naakte mensen".
In het begin van de 20e eeuw werd de streek door de overheid voor vestiging vrijgegeven. De mensen die er zich vestigden kregen ongeveer 65 hectare grond, gratis, op voorwaarde dat ze de grond binnen zeven jaar in cultuur brachten. Eerst werd Quairading gesticht en enkele jaren later, in 1914, Yuruga. Yuruga werd nog datzelfde jaar hernoemd tot Badjaling. Het werd zo genoemd omdat de Aborigines de nabijgelegen door hen gebruikte waterbronnen de 'Badjaling Spring' en de 'Badjaling Soak' noemden. 'Badjal' verwijst naar de veren die in het rond vliegen wanneer men een vogel plukt.
Een vanuit York aangelegde spoorweg bereikte Quairading in 1908. De spoorweg werd verder doorgetrokken, langs Badjaling waar een nevenspoor kwam te liggen, tot aan Bruce Rock.
In 1929 werd in Badjaling door twee zusters van de 'Uniting Church', Miss Mary Belshaw en Miss May McRidge, een missie voor Aborigines gesticht. In 1997 werden er door de 'Aboriginal Housing Board' huizen gebouwd zodat de Aborigines die in de missie opgroeiden hun oude dag 'thuis' konden doorbrengen.
In 1932 werd beslist twee graanzuigers aan het Badjaling-nevenspoor te plaatsen. Leslie Stacey nam dat jaar zijn vaders 'Sunnyvale Station' over. Hij werd een van de grootste schapentelers van zijn tijd. De schapen werden vanaf het Badjaling-nevenspoor per trein naar het 'Robbs Jetty Abattoir' vervoerd. In 1942 werden zo 3.000 en in 1971 10.000 lammeren in een keer vervoerd. Die laatste trein bestond uit twee diesellocomotieven en achtentachtig veewagons, toentertijd een West-Australisch record. Eind jaren 1970 werd de spoorweg tussen Quairading en Bruce Rock gesloten.

## 21e eeuw
Badjaling maakt deel uit van het lokale bestuursgebied (LGA) Shire of Quairading. Het is een landbouwdistrict waar voornamelijk graan en schapen worden geteeld.
In 2021 telde Badjaling 26 inwoners.

## Toerisme
- Pink Lake ligt net ten noorden van Badjaling; het is een zoutmeer dat tijdens bepaalde perioden in het jaar roze kleurt.[9]
- Er liggen enkele natuurreservaten rondom Badjaling, waaronder het Badjaling Nature Reserve en het South Badjaling Native Reserve. Men kan er verschillende vogelsoorten waarnemen.[10]